# Eendracht Gerhees Oostham
Dernière mise à jour : 16 août 2020.
La Eendracht Gerhees Oostham est un ancien club de football belge, sont le terrain principal était localisé dans le hameau dit de « Gerhees » dans la petite localité d'Oostham au Nord de la Province de Limbourg. Après l'entrée en vigueur de la fusion des communes en 1977, Oostham fait partie de la grande commune de Ham avec également Kwaadmechelen.
Ce cercle dispute 19 saisons dans les séries nationales, dont 10 au troisième niveau. Porteur du matricule 3216, ce club disparaît le 1er juillet 2007, dans une fusion avec deux autres clubs de Ham pour former l'actuel K.FC Ham United (2408), qui n'a jamais quitté les séries provinciales.
Durant ses 72 années d'existence, l'Eendracht Gerhees évolua en « Jaune & Noir » jusqu'en 1943, puis en « Bleu & Blan » jusqu'en 1962 et enfin en « Rouge & Blanc ».

## Histoire
L'Eendracht Gerhees Oostham est fondée le 20 mars 1935. Elle ne s'affilie à l'URBSFA que le 10 octobre 1941 qui lui octroie le matricule 3216. Le club est versé dans les séries provinciales du Limbourg. Le club connaît une progression linéaire et patiente, obtenant sa première promotion vers la deuxième provinciale en 1963, et vers la première provinciale en 1972. Le titre provincial 1975, lui échappe après "test-match" perdu contre Vlijtingen Vlug & Vrij. Sixième la saison suivante, il décroche la timbale et rejoint pour la première fois les séries nationales en 1977.
Le club réussit ses débuts en Promotion, et termine dans le haut du classement lors de ses deux premières saisons. Le club remporte sa série en 1980, avec un point d'avance sur Lommel, et rejoint pour la première fois la Division 3, après seulement trois saisons passées en Promotion. 
Dès sa montée en troisième division, le club poursuit sur sa lancée et joue les premiers rôles. En 1981-1982, il termine vice-champion, à sept points d'Overpelt Fabriek, manquant la montée vers la Division 2 après deux saisons en D3. Il finit les saisons suivantes dans le milieu du classement, entre la septième et la onzième place, jusqu'à la fin des années 1980. En 1990, le club termine avant-dernier et est relégué en Promotion après dix saisons en Division 3.
L'Eendracht manque la remontée directe, terminant deuxième, à nouveau derrière Overpelt Fabriek, relégué de D3 un an auparavant. Les saisons suivantes sont plus difficiles pour le club, qui ne parvient plus à réaliser de bons résultats. En 1993, il doit même jouer un match de barrages contre le KSV Schriek pour déterminer le dernier descendant. Le club l'emporte 0-6 et se sauve, mais trois ans plus tard, le club termine avant-dernier de sa série, et est condamné à la relégation vers les séries provinciales en 1996, après 19 saisons consécutives jouées en nationales. Le club ne remontera plus jamais en Promotion.
La descente en provinciales est mal vécue par le club, qui connaît encore deux relégations sur les deux saisons suivantes, et se retrouve en troisième provinciale en 1998. Le club parvient à s'y maintenir quelques saisons, mais descend en quatrième provinciale, le plus bas niveau du football belge, en 2002, où il termine avant-dernier lors de sa première saison. Le club ne parvient pas à remonter.
Dans le courant de la saison 2006-2007, face aux difficultés financières et avec le souhait de maintenir une activité football concrète et conséquente dans leur commune, les dirigeants de trois clubs prennent place autour d'une table en compagnie des responsables communaux. De leurs débats, débouche la conclusion d'une fusion regroupant Eendracht Gerhees Oostham (3216) avec le K. Taxandria Kwaadmechelen (2408)  - relégué en P3 -  et Genenbosch Sport (4236) - club de P4 -. L'entité formée prend l'appellation de F. FC Ham United sous le plus petit matricule à savoir le 2408 du Taxandria . Les matricules 4236. Les deux autres matricule sont radiés par la fédération belge.

## Résultats en séries nationales
Statistiques clôturées, club disparu

### Palmarès
- 1 fois champion de Belgique de Promotion en 1980

### Bilan
| Niv | Divisions    | Jouées | Titres | TM Up | TM Down |
| --- | ------------ | ------ | ------ | ----- | ------- |
| I   | 1e nationale | 0      | 0      |       |         |
| II  | 2e nationale | 0      | 0      |       |         |
| III | 3e nationale | 10     | 0      |       |         |
| IV  | 4e nationale | 9      | 1      |       | 1       |
|     |              |        |        |       |         |
|     | TOTAUX       | 19     | 1      |       | 1       |

- TM Up= test-match pour départager des égalités, ou toutes formes de Barrages ou de Tour final pour une montée éventuelle.
- TM Down= test-match pour départager des égalités, ou toutes formes de Barrages ou de Tour final pour le maintien.

### Classements saison par saison
| Ordre               | Saison  | Nom du club                                                                  | Niveau                                                                       | Classement final                                                             | Remarques                                                                    |
| ------------------- | ------- | ---------------------------------------------------------------------------- | ---------------------------------------------------------------------------- | ---------------------------------------------------------------------------- | ---------------------------------------------------------------------------- |
| 1                   | 1977-78 | E. Gerhees Oostham                                                           | Promotion série B                                                            | 7e/16                                                                        |                                                                              |
| 2                   | 1978-79 | E. Gerhees Oostham                                                           | Promotion série A                                                            | 3e/16                                                                        |                                                                              |
| 3                   | 1979-80 | E. Gerhees Oostham                                                           | Promotion série C                                                            | 1er/16                                                                       | Champion et promu!                                                           |
| 4                   | 1980-81 | E. Gerhees Oostham                                                           | Division 3 série B                                                           | 8e/16                                                                        |                                                                              |
| 5                   | 1981-82 | E. Gerhees Oostham                                                           | Division 3 série B                                                           | 2e/16                                                                        | [ saisons 1 ]                                                                |
| 6                   | 1982-83 | E. Gerhees Oostham                                                           | Division 3 série B                                                           | 10e/16                                                                       |                                                                              |
| 7                   | 1983-84 | E. Gerhees Oostham                                                           | Division 3 série B                                                           | 7e/16                                                                        |                                                                              |
| 8                   | 1984-85 | E. Gerhees Oostham                                                           | Division 3 série B                                                           | 12e/16                                                                       |                                                                              |
| 9                   | 1985-86 | E. Gerhees Oostham                                                           | Division 3 série B                                                           | 13e/16                                                                       |                                                                              |
| 10                  | 1986-87 | E. Gerhees Oostham                                                           | Division 3 série B                                                           | 7e/16                                                                        |                                                                              |
| 11                  | 1987-88 | E. Gerhees Oostham                                                           | Division 3 série B                                                           | 11e/16                                                                       |                                                                              |
| 12                  | 1988-89 | E. Gerhees Oostham                                                           | Division 3 série B                                                           | 9e/16                                                                        |                                                                              |
| 13                  | 1989-90 | E. Gerhees Oostham                                                           | Division 3 série B                                                           | 15e/16                                                                       | Relégué!                                                                     |
| 14                  | 1990-91 | E. Gerhees Oostham                                                           | Promotion série D                                                            | 2e/16                                                                        | [ saisons 2 ]                                                                |
| 15                  | 1991-92 | E. Gerhees Oostham                                                           | Promotion série C                                                            | 7e/16                                                                        |                                                                              |
| 16                  | 1992-93 | E. Gerhees Oostham                                                           | Promotion série C                                                            | 13e/16                                                                       | Barrages!                                                                    |
| 17                  | 1993-94 | E. Gerhees Oostham                                                           | Promotion série C                                                            | 12e/16                                                                       |                                                                              |
| 18                  | 1994-95 | E. Gerhees Oostham                                                           | Promotion série C                                                            | 11e/16                                                                       |                                                                              |
| 19                  | 1995-96 | E. Gerhees Oostham                                                           | Promotion série C                                                            | 15e/16                                                                       | Relégué!                                                                     |
| séries provinciales |         |                                                                              |                                                                              |                                                                              |                                                                              |
| X                   | 2007    | Fusion avec deux autres clubs, le matricule 3216 est radié par l'Union Belge | Fusion avec deux autres clubs, le matricule 3216 est radié par l'Union Belge | Fusion avec deux autres clubs, le matricule 3216 est radié par l'Union Belge | Fusion avec deux autres clubs, le matricule 3216 est radié par l'Union Belge |